# Vyšší odborná škola a Střední průmyslová škola strojní, stavební a dopravní, Děčín
Vyšší odborná škola a Střední průmyslová škola strojní, stavební a dopravní, Děčín, příspěvková organizace je krajská příspěvková organizace, sídlící ve statutárním městě Děčín, která poskytuje všeobecné středoškolské vzdělání formou čtyřletého studia. Vznikla 1.9. 2012, když se sloučily dvě průmyslové školy.

## Charakteristika
Původně se jednalo o dvě průmyslové školy, jež byly založeny před více než 100 lety. Mladší (1911), zato hlavní škola sídlí v Děčíně I, kdežto druhá (1872) se nachází na opačném břehu Labe v Děčíně VI.

## Obory SŠ

### Děčín I

#### Stavebnictví
Čtyřleté studium připravuje studenty pro činnosti související s navrhováním staveb, jejich přípravu a realizaci. Ti si po dvou roků studia vybírají svá zaměření. Konkrétně z: pozemní stavitelství, dopravní stavitelství a vodohospodářské stavby.

#### Provoz a ekonomika dopravy
Čtyřleté studium připravuje studenty pro práci na železnici, nebo v oblasti firemní logistiky. Ti si po 1.roce studia vybírají svá zaměření. Konkrétně z: logistika v EU a železniční doprava a přeprava.

### Děčín VI

#### Strojírenství
Čtyřleté studium připravuje studenty pro práci ve strojírenských firmách. Seznamují se se strojírenskými technologiemi, stroji a měřením s využitím výpočetní techniky. Ti si po dvou roků studia vybírají svá zaměření. Konkrétně z: počítačové aplikace ve strojírenství a lodě a lodní zařízení.

#### Elektrotechnika
Čtyřleté studium připravuje studenty pro práci s informačními a komunikačními technologiemi a jejich využívání v kontextu informační společnosti. Ti si po dvou roků studia vybírají svá zaměření. Konkrétně z: zažízení silnoproudé elektrotechniky, elektrická trakce v dopravě a počítačové systémy.

#### Technické lyceum
Připravuje studenty pro studování na vysokých školách s technickým zaměřením. Ti si po dvou roků studia volí bloky se zaměřením na studium na technických VŠ.

## Obory VOŠ

### Děčín I

#### Inženýrské stavitelství
Tento obor se zaměřením na železniční stavitelství má délku 3 roky a je vyučovaný jako jediný v republice.

#### Ochrana památek a krajiny
Délka oboru činí 3 roky. Architektura je zde propojena s pozemním stavitelstvím, dějinami a ochranou životního prostředí.